# قلعة حاتم
قلعة حاتم (همت أباد) (بالفارسية: قلعه‌حاتم) هي مستوطنة تقع في إيران في قسم همت أباد الريفي. يقدر عدد سكانها بـ 2,486 نسمة .